# 需求曲线

需求曲線平行移動的例子

需求曲线是显示在特定時間内，某財貨的价格与需求量关系的曲线，反映了需求表兩個向量的線性關係。
需求曲線是需求表和需求函數的圖像化表達，
並且和供給表或供給函數交接組成均衡點，用以表示市場上生產者和需求者能夠構成交易的財貨數量和價格。
需求曲線既可以以“曲線”出現，也可以使用“直線”方式出現。理論上，可以符合需求定理的需求曲線只可以負斜率的，所以韋伯倫商品和季芬財便是泛指那些需求曲線非負斜率的財貨。
作爲微觀經濟學的基本原理，需求曲線相關理論自從19世紀末秉承邊際效用理論而發展成主觀的價值理論，並用價格解釋財貨價值，其核心思想從未修改。

## 效用曲線
需求曲線是由效用曲線伸延而成。按照邊際效用遞減法則，假設其他條件不變，財貨的邊際效用會隨著享有的數量增加而遞減，於是效用曲線為負斜率。按照相關經濟學理論，財貨帶給消費者使用的是其效用。消費者願為邊際效用付出的代價稱之爲邊際需求價格，財貨數量為邊際購買量，因此（個人的）邊際效用曲線演化成（個人的）需求曲線。（個人的）需求曲線便是（個人的）效用曲線的推導結果，反映人們願意付出多少價格去獲取不同數量的財貨，或者說反映人們願意付出多少價格去獲取每一新增的財貨所帶給他的效用。

## 需求表和需求函數
「需求表」如統計學的線性迴歸理論，需求表把財貨的數量和價格並列。這種需求是該財貨的有效需求，即是人們願意而且有能力購買相關財貨，當中存在著線性關係，價格隨財貨需求數量而變動。經濟學透過需求表繪畫出需求曲線，以圖表形式表達人們實際需求情況。
市場上衆多的個人或企業需求表組成市場的需求表，也即是說個體的需求曲線可以繪出市場的需求曲線。只需要把個人的需求曲線橫向加總便可求出市場的需求曲線。
| 價格（$） | 數量 （件） |
| --------- | ----------- |
| 30        | 3           |
| 27        | 6           |
| 24        | 9           |
| 21        | 12          |
| 18        | 15          |
| 15        | 18          |
| 12        | 21          |
| 9         | 24          |

「需求函數」是用来表示一种財貨的需求数量和影响该需求数量的各种因素之间的相互关系的。也就是说，影响需求数量的各种因素是自变量，需求数量是因变量。 
需求函数是描述財貨的需求量与影响因素，例如收入、价格、其它財貨的价格等之间关系的数学表达式。
{\displaystyle Qd=f(P;Y,Prg,Pop,X)}
Qd代表需求量；P代表價格；Y代表可支配收入；Prg代表相關財貨價格；Pop代表人口；X代表一些影響將來需求量的因素。

## 需求曲線的移動

### 需求曲線平行移動
不論需求曲線每點的斜率爲何，只要其向左右平行移動，即是市場上的需求發生變化。需求曲線平行移動與線上點移動的最大分別在於前者在同一價格水平之下的需求量改變，後者的需求量改變即代表價格同時變動而非維持於同一價格。需求變化等於市場買家的邊際效用改變，假設價格和邊際效用成正比關係，需求量D向左右分別移動為D№1或D№2，其需求價格仍然處於同一水平（P）。消費者對於該財貨的效用產生變化，願意以較高或較低的價錢（P№1或者P№2）購買跟以前同一數量的財貨；或者他們只願意以某價格Y購買比之前數量（D）多或少的同一貨物。

#### 導致需求改變的因素
- 可支配收入改變（收入效應）[12]
- 個人喜好的改變 - 品味和喜好在短期内假設為固定。固定喜好的假設是一個令衆多個人需求曲線派生成市場需求曲線的「必須條件」。
- 借貸及其成本
- 替代品的價格轉變 - 替代品是指性質相近，能互相取代的物品。當物品A價錢上升，更多顧客會購買較便宜並帶來相似效果的物品B，因而B的需求便會上升。
- 互補品的價格轉變 - 互補品是指要共同使用才能發揮效果的物品。當物品A價錢上漲，更少顧客會選擇購買物品A，導致了物品B的需求下跌。
- 引申需求的轉變 - 引申需求是指對生產要素的需求。當物品A的需求上升，A的生產要素的需求自然上升。例如蛋撻的需求上升導致了雞蛋的需求上升。
- 人口數量和結構
- 對將來的預期
- 教育程度的改變
- 買家地理條件的改變
- 天氣或氣候的改變 - 例如：雨量增多導致雨傘需求上升。

#### 增加需求的原因
以下情況可導致需求曲線向右移動，包括:
- 替代品價格增加
- 互補品價格減少
- 個人可支配收入增加，並且需購買的財貨是正常財
- 個人可支配收入減少，並且需購買的財貨為劣等財

#### 減少需求的原因
以下情況可導致需求曲線向左移動，包括:
- 替代品價格減少
- 互補品價格增加
- 個人可支配所得減少，並且需購買的財貨是正常財貨
- 個人可支配收入增加，並且需購買的財貨為劣質財貨

#### 影響市場需求的因素
基於市場需求曲線是個人需求曲線的總合。 除了上述可影響個人需求的因素之外，這裡還有三個因素可影響市場需求(導致市場需求曲線移動):
- 消費者數目改變
- 消費者之間不同品味的改變
- 不同品味的消費者之間收入分配的改變[13]

### 沿著需求曲線的移動
需求曲線上任何一點代表D數量的某財貨價格為P，如果這一點依需求曲線移動，即是該財貨的需求量發生變動。一條直線需求曲線的需求量變動意味著消費者對財貨的需求保持不變，不論價格如何變動，社會願意付出購買力仍然不變。反之，曲線上斜率存在差異的需求曲線發生需求量變動，社會願意支付的交易收益未必隨著價格變動而保持一致。

## 替代品和互補品

### 替代品
替代品即是A財貨和B財貨前者的需求和後者的價格呈正向關係（例如一種商品價格的上升是另一种商品的需求增加），財貨彼此之間存在競爭，這兩種財貨便是替代品。
例如某城市只存在地下鐵路和公交車兩種交通工具，公交車因爲燃油價格上升而增加車費，於是需求價格向上升（需求曲線為負斜率），假設公交車的需求的價格彈性大於1，結果公交車的需求量嚴重減少。由於除了公交車之外城市内並無其他交通工具，而且居民不可能全部以步行解決交通問題，居民轉爲乘搭地下鐵路。這個例子裏導致地下鐵路需求大增的並非鐵路自身的價格因素，因此地下鐵路的需求曲線向左移動，市民的需求產生變化而非需求量變動。這種經濟關係説明地下鐵路和公交車互相為對方的替代品，它們的競爭關係導致需求者採用更具經濟效率的辦法，財貨的相對價格的變動引起消費的變化（替代效應）。一種投入品價格的上升將導致廠商用其他投入品來代替這種收入品，這便是替代原則。

### 互補品
互補品即是A和B兩種財貨前者的需求和後者的價格含相反關係，前者的價格增加會帶動後者的需求減少，反之亦然，但彼此之間並不存在資本財貨和消費品的關係。
例如鉛筆的需求量大增，橡皮擦的需求也會受惠於前者需求量的增幅而增加。以圖表來描述的話，當鉛筆的價格點沿著市場需求曲線向下移動時，橡皮擦的需求曲線便同時向左移動。類似的經濟關係還存在於DVD/VCD/CD和它們的光盤播放機、汽車和天然氣/石油氣/電力等燃料、血糖機和試紙等等。

## 賦稅對需求曲線的影響
在需求曲線為完全缺乏彈性時（需求曲線為垂直線），則所有稅項由消費者承擔。
在需求曲線為完全有彈性時（需求曲線為水平橫線），則所有稅項由供應者承擔。
若需求曲線比較有彈性時，則供應者承擔較大的成本上升或稅項。

## 向上傾斜的需求曲線
理論上，“是否存在向上傾斜的需求曲線？”這個問題在經濟學界仍然存在較大爭議。不少芝加哥學派的經濟學家在這個問題上擁有一個共同的觀點：他們主張需求曲線不可能存在永遠向上傾斜的情況。但是什麽原因導致季芬財一類“價格越高，需求量越高”（吉芬反論）的經濟現象存在，經濟學家們卻又各自提出不同的解釋。有人認爲需求曲線可能有機會出現向上的情況，也即是說需求曲線按研究主體的情況既可能向上傾斜，也有可能向下傾斜；有人認爲這個爭論點必須取決於“特定的歷史條件”或者不同財貨的需求層次。
有人堅持向上傾斜的需求曲線不但不存在，而且那些認爲的確存在這種曲線的學者本身就犯了經濟學基本概念的謬誤。他們認定所謂“需求曲線向上”由於和需求定理違背，必然錯誤。至於爲何會存在“買貴不買平”的現象，這群學者的解釋是：實際上是需求發生變動。假設其他條件不變，需求增加引致需求曲線向右移動，於是跟供給曲線之間的均衡點便會往右上改動。他們主張這是供求變動的問題，而非有違反需求定理的異類曲線存在，面對“買貴不買平”的價格理論問題只需用一般供求分析便能夠解決。例如薛兆丰公開批評像汪丁丁般贊同“向上傾斜的需求曲線成立”的經濟學家，根本是把需求量和需求兩者的變化混爲一談而犯錯。